# Alexandre Duval-Stalla
Pour les articles homonymes, voir Duval.
Alexandre Duval-Stalla (né en 1974) est avocat au barreau de Paris et écrivain, ainsi que professeur de Constitutional law à Sciences Po Paris après y avoir enseigné l'histoire et philosophie politique.

## Biographie
Alexandre Duval-Stalla est avocat au barreau de Paris, diplômé de l'Institut d'études politiques de Paris[réf. souhaitée] et d'un troisième cycle de droit des affaires et fiscalité [réf. souhaitée] ; il a prêté serment le 27 janvier 1999[réf. souhaitée]. Il rejoint le cabinet d'avocat Cleary, Gottlieb, Steen et Hamilton, puis, en septembre 2000, comme analyste financier, la banque d'affaires Lazard à New York. De retour en France, il devient membre du cabinet Linklaters[réf. souhaitée].
En novembre 2004, il est élu secrétaire de la conférence des avocats du barreau de Paris[réf. souhaitée]. En avril 2006, il fonde son propre cabinet d'avocats, Duval-Stalla & Associés, spécialisé en contentieux des entreprises (affaires, immobilier, social, fiscal et pénal) et des collectivités territoriales.
Après avoir enseigné l'histoire et la philosophie politique à l'Institut d'études politiques de Paris[réf. souhaitée], il y a été nommé professeur de Constitutional law[Quoi ?] à la rentrée universitaire 2018. Il a aussi enseigné le droit commercial à l'université Paris-XIII.
Auteur de trois biographies croisées publiées aux éditions Gallimard en 2008, 2010 et 2015, il donne des conférences en France et à l'étranger, notamment en Chine (Pékin, Canton). Il intervient également régulièrement à la télévision (Secrets d'histoire sur France 2) et à la radio (Europe 1).
Alexandre Duval-Stalla est également membre du conseil d'administration de la Fondation Clemenceau et de la convention de la Fondation Charles-de-Gaulle[réf. souhaitée].
De 2017 à 2021, il est membre de la Commission nationale consultative des droits de l'homme (la CNCDH), nommé comme personnalité qualifiée par Édouard Philippe.
En 2018, il crée le prix littéraire André Malraux qui récompense chaque année une œuvre de fiction engagée au service de la condition humaine et un essai sur l'art.

## Lire pour en sortir
Consultant bénévole du département Prison/Justice du Secours catholique depuis 2011, il est président de l'association « Lire pour en sortir », qui promeut la réinsertion par la lecture des personnes condamnées.
Alexandre Duval-Stalla est à l'origine d'un amendement déposé en juin 2014 par Hervé Gaymard qui prévoit une remise de peine de cinq jours pour chaque détenu qui aura lu un livre et rédigé une fiche de lecture,. Cet amendement a été rejeté le 6 juin 2014 devant l'Assemblée nationale mais adopté, dans une formulation plus générale, par le Sénat le 26 juin 2014. Désormais, selon l'article 721-1 du code de procédure pénale, « une réduction supplémentaire de la peine peut être accordée aux condamnés qui manifestent des efforts sérieux de réadaptation sociale, notamment [...] en s'investissant dans l'apprentissage de la lecture, de l'écriture et du calcul, ou en participant à des activités culturelles, et notamment de lecture ».

## Œuvres
- André Malraux - Charles de Gaulle : une histoire, deux légendes, Éditions Gallimard, coll. « L'Infini », 2008,  (ISBN 9782070119233).
 Il s'agit d'une biographie croisée de l'amitié entre André Malraux et le général de Gaulle, depuis leur enfance jusqu'à leur mort en passant par leur rencontre, le 18 juillet 1945[10],[11],[12],[13]. Elle a obtenu le prix de la Fondation de France - Simone Goldschmidt.
- Claude Monet - Georges Clemenceau : une histoire, deux caractères, Éditions Gallimard, coll. « L'Infini », 2010,  (ISBN 9782070131228). Réédition en 2013 dans la coll. « Folio ».
 Il s'agit d'une biographie croisée de l'amitié entre Claude Monet et Georges Clemenceau[14],[15],[16],[17], depuis leur enfance jusqu'à leur mort en passant par les Nymphéas. Elle a obtenu le Prix Nouveau Cercle Interallié en 2010 et le 35e prix de la Fondation Pierre-Lafue en 2011.
- François-René de Chateaubriand – Napoléon Bonaparte : une histoire, deux gloires, Éditions Gallimard, coll. « L'Infini », 2015,  (ISBN 9782070108343)[18],[19].
 Biographie croisée entre François-René de Chateaubriand et Napoléon Bonaparte.

## Webographie
- « Alexandre Duval-Stalla », sur evene.lefigaro.fr/.